# Jürgen Danyel
Jürgen Danyel (* 10. März 1959 in Marienbad) ist ein deutscher Historiker, Soziologe und Bibliothekar.

## Leben
Danyel studierte von 1980 bis 1985 Soziologie an der Humboldt-Universität zu Berlin. 1987 wurde er mit einer Arbeit über die Marxsche Auffassung vom Individuum und ihrer Bedeutung für die soziologische Theorie promoviert. Es folgte 1988–1989 eine Aspirantur an der Akademie für Gesellschaftswissenschaften mit Forschungen zur Geschichte des deutschen Widerstandes gegen den Nationalsozialismus. 1990–1991 war er wissenschaftlicher Mitarbeiter am Institut für deutsche Geschichte Berlin und absolvierte einen Forschungsaufenthalt in den USA als Stipendiat des Program for Younger East German Scholars. Er führte ein Forschungsprojekt zur Widerstandsgruppe Schulze-Boysen/Harnack (Rote Kapelle) an der Gedenkstätte Deutscher Widerstand in Berlin durch. 1992–1995 war er wissenschaftlicher Mitarbeiter am Forschungsschwerpunkt Zeithistorische Studien und arbeitete an einem Projekt zum Umgang mit Nationalsozialismus und Widerstand in beiden deutschen Staaten. 1993–2004 war er Mitglied der Redaktion der Zeitschrift für Geschichtswissenschaft. Seit 1996 ist er wissenschaftlicher Mitarbeiter am Zentrum für Zeithistorische Forschung in Potsdam. Seit 2008 ist er dessen stellvertretender Direktor und seit 2017 Leiter der Bibliothek.

## Schriften (Auswahl)
- Die geteilte Vergangenheit. Zum Umgang mit Nationalsozialismus und Widerstand in beiden deutschen Staaten. (= Zeithistorische Studien, Bd. 4), Akademie-Verlag, Berlin 1995.
- mit Henrik Bispinck, Hans-Hermann Hertle, Hermann Wentker (Hrsg.): Aufstände im Ostblock. Zur Krisengeschichte des realen Sozialismus. Ch. Links Verlag, Berlin 2004.
- mit Jan-Holger Kirsch, Martin Sabrow (Hrsg.): 50 Klassiker der Zeitgeschichte. Vandenhoeck & Ruprecht, Göttingen 2007.
- mit Frank Bösch (Hrsg.): Zeitgeschichte. Konzepte und Methoden. Vandenhoeck & Ruprecht, Göttingen 2012.
- mit Gerhard Paul, Annette Vowinckel (Hrsg.): Arbeit am Bild. Visual History als Praxis. (= Visual History. Bilder und Bildpraxen in der Geschichte, Bd. 3), Wallstein Verlag, Göttingen 2017.
- mit Jan Claas Behrends (Hrsg.): Grenzgänger und Brückenbauer. Zeitgeschichte durch den Eisernen Vorhang. Wallstein Verlag, Göttingen 2019.
- (Hrsg.): Ost-Berlin. 30 Erkundungen. Ch. Links Verlag, Berlin 2019.